# Andouille de Vire
L’andouille de Vire est une charcuterie à base de chaudin de porc coupé en lanières avant d’être embossé dans une partie du gros intestin.

## Fabrication
La fabrication artisanale de l’andouille de Vire a peu changé depuis le XVIIIe siècle. Au moins 50 % de chaudins entrent dans la composition de l’« andouille de Vire supérieure », principalement composée de l’appareil digestif du porc. Une fois embossés, les boyaux et estomacs sont cuits, fumés avant ou après la cuisson et éventuellement colorés.
La véritable andouille de Vire se compose de la ventrée complète de porc, sans adjonction de gras. Les lanières de boyaux sont montées, après avoir été nettoyées, découpées, salées et laissées à macérer plusieurs jours, en forme d’ellipse sous la « robe », un boyau naturel. Le fumage, de préférence au bois de hêtre, dure plus d’un mois. Après le fumage, les andouilles sont dessalées environ vingt-quatre heures à fin de réhydratation avant d’être mises sous filet puis cuites à l’eau ou au court-bouillon environ six heures à 95 °C. Le produit fini se présente sous une forme cylindrique irrégulière d’une longueur de 25 à 30 cm et d’un diamètre de 4 à 6 cm dont la couleur définitive résulte de l’oxydation avec l’air. La teinte noire, naturelle, dérive du fumage.